# ドニール・ヘンリー
ドニール・ジョー＝ディー・アシュリー・ヘンリー（Doneil Jor-Dee Ashley Henry、1993年4月20日 - ）は、カナダ・ブランプトン出身の元プロサッカー選手。元サッカーカナダ代表。現役時代のポジションは、ディフェンダー。
Kリーグ時代の登録名はヘンリー（ハングル: 헨리）。

## クラブ経歴
トロントFCの下部組織で育成され、2010年8月にトップチームに昇格。2011年6月のニューイングランド・レボリューション戦でトップチームデビュー。
2015年1月、ウェストハム・ユナイテッドFCに移籍。8月のUEFAヨーロッパリーグ予選・AFCアストラ・ジュルジュ戦で移籍後初出場。
2017年12月22日、バンクーバー・ホワイトキャップスに移籍。オタワ・フューリーFCへの約1か月間のレンタル移籍を経て、2018年6月に移籍後初出場。
2019年11月20日、水原三星ブルーウィングスへの移籍が発表された。
2022年2月、ロサンゼルスFCに移籍した。
2022年7月22日、トロントFCに復帰した。
2022年12月、ミネソタ・ユナイテッドFCに移籍した。

## 代表歴
U20年代からカナダ代表に選出されており、U23代表の一員としてロンドンオリンピック予選に参加した。
2012年8月のトリニダード・トバゴ戦でA代表初キャップ。
2013年6月、2013 CONCACAFゴールドカップ参加メンバーに選ばれた。

## タイトル

### クラブ
トロント
- カナディアン・チャンピオンシップ (3): 2010, 2011, 2012